# Xã Ellsworth, Quận Ellsworth, Kansas
Xã Ellsworth (tiếng Anh: Ellsworth Township) là một xã thuộc quận Ellsworth, tiểu bang Kansas, Hoa Kỳ. Năm 2010, dân số của xã này là 729 người.